# Ciry-le-Noble
Ciry-le-Noble è un comune francese di 2 482 abitanti situato nel dipartimento della Saona e Loira nella regione della Borgogna-Franca Contea.

## Società

### Evoluzione demografica
Abitanti censiti